# Loren J. Shriver
Loren James Shriver, född 23 september 1944 är en amerikansk astronaut uttagen i astronautgrupp 8 den 16 januari 1978.

## Rymdfärder
- STS-51-C
- STS-31
- STS-46